# Should I Stay or Should I Go
„Should I Stay or Should I Go” – utwór zespołu The Clash, wydany jako siedmiocalowy singel. Pochodzi z albumu Combat Rock. Jest jedynym singlem, który dostał się po ponownym wydaniu w 1991 roku na pierwsze miejsca list przebojów. Utwór ten jest prawdopodobnie najbardziej (ze wszystkich utworów z albumu Combat Rock) zbliżony do muzyki The Clash z wcześniejszych lat. Napisany został w 1981 roku przez Micka Jonesa. Oprócz oryginalnego angielskiego tekstu posiada również w tle hiszpańskie (dialekt ekwadorski) wokale. W marcu 1991 stał się tłem muzycznym do reklamy firmy Levi’s oraz Prince Polo. W 2014 roku utwór ten pojawił się także na ścieżce dźwiękowej w grze komputerowej Far Cry 4.
„Should I Stay or Should I Go” był wykonywany m.in. przez takich wykonawców i zespoły jak Ice Cube i Mack 10, Error Type II, The Long Tall Texans, Spastic Vibrations, Guitar Wolf, Die Toten Hosen, Bai Bang, Super Green, Farben Lehre, Sexbomba a nawet przez Kylie Minogue. Mick Jones użył sampli z tego utworu na potrzeby The Globe zespołu Big Audio Dynamite II. Serbski zespół Bajaga i instruktori nagrał wersję z własnym tekstem „Da li da odem ili ne".

## Lista utworów

### (UK Version) (CBS, 17 września 1982)[1]
1. „Should I Stay Or Should I Go” – 3:05
2. „Straight To Hell” – 3:40

### (US Version) (Epic, 10 czerwca 1982)[2]
1. „Should I Stay or Should I Go” – 3:06
2. „Inoculated City” – 2:40

### (US Version) (Epic, 20 lipca 1982)
1. „Should I Stay or Should I Go” – 3:06
2. „First Night Back in London” – 2:59

### (US Version) (Epic, 27 stycznia 1983)
1. „Should I Stay or Should I Go” – 3:06
2. „Cool Confusion” – 3:14

### (UK Version) (CBS/Sony, 18 lutego 1991)[3]
1. „Should I Stay Or Should I Go” (The Clash) – 3:06
2. „Rush” (Big Audio Dynamite II) – 3:58
3. „Protex Blue” (The Clash) – 1:45
4. „Rush (Dance Mix)” (Big Audio Dynamite II) – 8:00

## Skład
- Joe Strummer – wokal, gitara
- Mick Jones – gitara, wokal
- Paul Simonon – gitara basowa
- Topper Headon – perkusja